# Carex oreocharis
Carex oreocharis är en halvgräsart som beskrevs av Herman Theodor Holm. Carex oreocharis ingår i släktet starrar, och familjen halvgräs. Inga underarter finns listade i Catalogue of Life.